# Wendy and Lucy
Wendy and Lucy ist ein US-amerikanisches Filmdrama aus dem Jahr 2008. Regie führte Kelly Reichardt, die gemeinsam mit Jonathan Raymond auch das Drehbuch schrieb.

## Handlung
Wendy besitzt die Hündin Lucy. Die Frau reist nach Alaska, wo sie auf einen einträglichen Job in einer Fischfabrik hofft. Ihr Auto gibt unterwegs in Oregon den Geist auf, was Wendy in finanzielle Schwierigkeiten bringt. Sie wird obdachlos.

## Kritiken
Manohla Dargis bemerkte in ihrem Bericht von den Internationalen Filmfestspielen von Cannes 2008 in der New York Times vom 24. Mai 2008, Kelly Reichardt würde zu den interessantesten jungen amerikanischen Filmemachern gehören („Ms. Reichardt (…) has become one of the most interesting young American filmmakers“). Der Film biete „unreflektierten Realismus“ und sorgfältige Kameraarbeit. Er sei politisch, aber ohne die „übliche Effekthascherei“.

## Hintergründe
Michelle Williams sagte in einem Interview für die Zeitschrift Elle vom April 2008, es sei eine „sehr heilende Erfahrung“ gewesen, eine obdachlose Frau zu spielen. Sie habe danach zeitweise nicht gewusst, wohin sie und ihre zweijährige Tochter – die sie während der Dreharbeiten begleitet habe – gehen sollten.
Das Projekt ist ebenfalls unter den Titeln Train Choir und Wendy bekannt. Die Weltpremiere fand am 22. Mai 2008 auf den Internationalen Filmfestspielen von Cannes 2008 (in der Reihe Un Certain Regard) statt. Am 5./7. September 2008 wurde der Film auf dem Toronto International Film Festival gezeigt.